# Condac
Condac ist eine französische Gemeinde mit 460 Einwohnern (Stand: 1. Januar 2022) im Département Charente in der Region Nouvelle-Aquitaine (vor 2016 Poitou-Charentes); sie gehört zum Arrondissement Confolens und zum Kanton Charente-Nord. Die Einwohner werden Condacois genannt.

## Geographie
Condac liegt etwa 40 Kilometer nordnordöstlich von Angoulême an der Charente. Condac wird umgeben von den Nachbargemeinden Taizé-Aizie im Norden, Bioussac im Osten, Barro im Süden sowie Ruffec im Westen.

## Bevölkerungsentwicklung
| Jahr                       | 1962 | 1968 | 1975 | 1982 | 1990 | 1999 | 2006 | 2018 |
| Einwohner                  | 277  | 327  | 376  | 401  | 429  | 470  | 472  | 470  |
| Quellen: Cassini und INSEE |      |      |      |      |      |      |      |      |

## Sehenswürdigkeiten

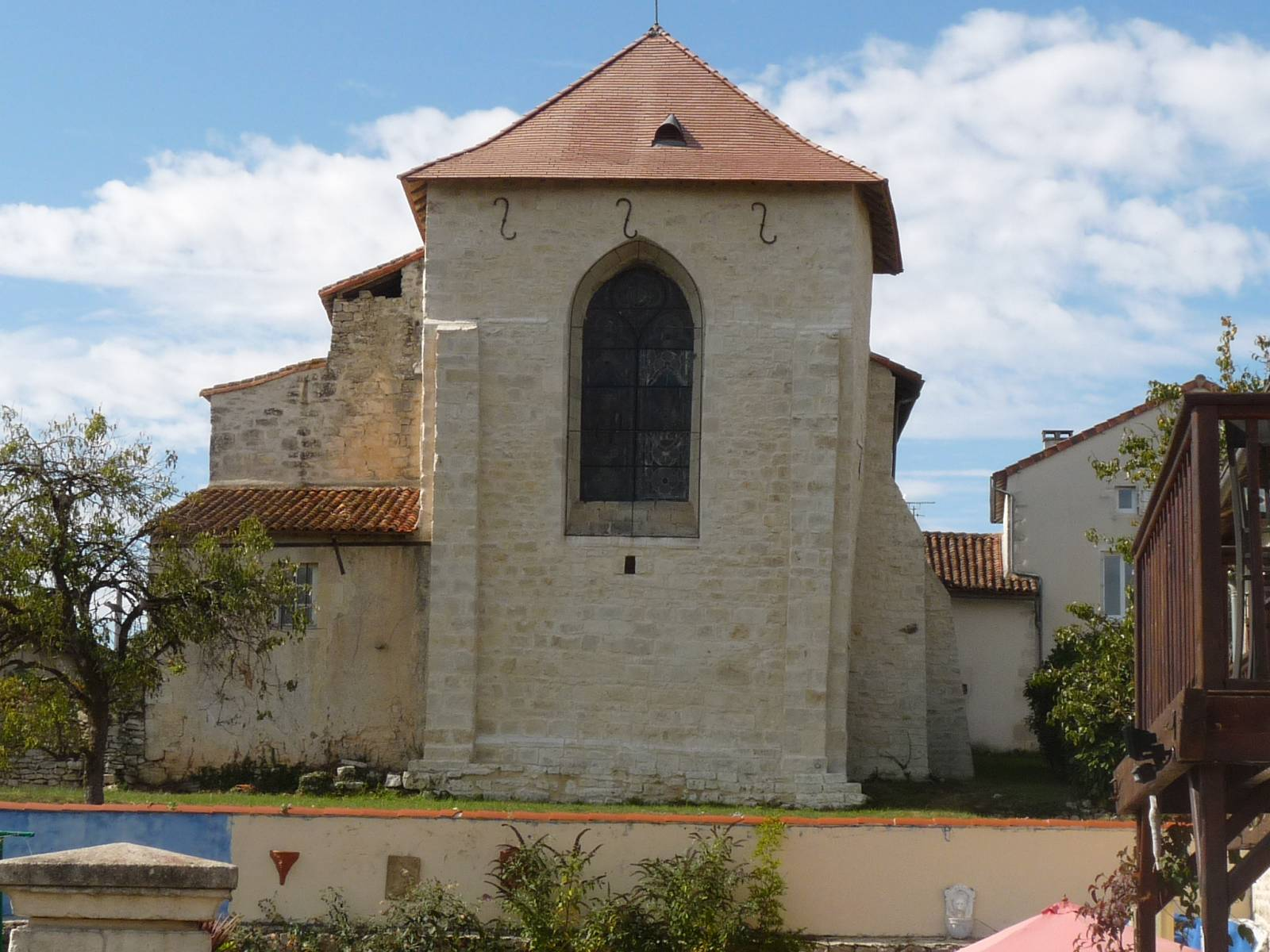
Kirche Saint-Saturnin

- Kirche Saint-Saturnin